# Краснознаменский сельсовет (Курганская область)
Краснозна́менский сельсовет — упразднённые административно-территориальная единица и муниципальное образование в составе Мишкинского района Курганской области России. 
Административный центр — село Краснознаменское.
С 23 декабря 2021 года Законом Курганской области от 10.12.2021 № 145 муниципальный район был преобразован в муниципальный округ, сельсовет упразднён.

## История
В соответствии с Законом Курганской области от 6 июля 2004 года № 419 сельсовет наделён статусом сельского поселения.

## Население
| 1989 | 2002  | 2010  | 2012  | 2013 | 2014 | 2015 |
| ---- | ----- | ----- | ----- | ---- | ---- | ---- |
| 1604 | ↘1317 | ↘1084 | ↘1038 | ↘967 | ↘923 | ↘877 |
| 2016 | 2017  | 2018  | 2019  | 2020 |      |      |
| ↘868 | ↗880  | ↘833  | ↘798  | ↘787 |      |      |

## Состав сельского поселения
| № | Населённый пункт | Тип населённого пункта       | Население |
| - | ---------------- | ---------------------------- | --------- |
| 1 | Краснознаменское | село, административный центр | ↘932      |
| 2 | Лебяжье          | деревня                      | ↘139      |
| 3 | Логоушка         | деревня                      | ↘2        |
| 4 | Могильная        | деревня                      | ↘11       |